# Алесандро Алори
Алесандро Алори (на италиански: Alessandro Allori; Alexandre Allori; Alessandro di Cristofano di Lorenzo del Bronzino Allori; Alessandro Allori del Bronzino; * 31 май 1535 във Флоренция; † 22 септември 1607 във Флоренция) е италиански художник на маниеризма.
Алори е ученик на чичо си Аньоло Бронзино, чието име (Ил Бронцино) взема за известно време. От 1554 до 1559 г. той е в Рим и се учи от произведенията на Микеланджело. През 1560 г. се установява във Флоренция. Рисува особено фрески и картини с митологични и религиозни мотиви и е пазач на великохерцогската тъкачница на килими във Флоренция.
Теоретичните му интереси, преди всичко анатомията и пропорционалното учение, намират израз в книгата след 1560 г. Libro de’ragionamenti delle egole del Disegno. 